# Megacrex inepta
Il rallo attero della Nuova Guinea, rallo inetto della Nuova Guinea, rallo papua o rallo di D'Albertis (Megacrex inepta d'Albertis e Salvadori, 1879), unica specie del genere Megacrex d'Albertis e Salvadori, 1879, è un uccello della famiglia dei Rallidi originario dell'isola omonima.

## Descrizione
Il rallo attero della Nuova Guinea è un rallide robusto incapace di volare.

## Biologia
Pur essendo inetto al volo, è in grado di far fronte ad attacchi di cani o altri predatori arrampicandosi sugli alberi velocemente.

## Distribuzione e habitat
Il rallo attero della Nuova Guinea vive unicamente nelle pianure delle regioni centro-settentrionali e centro-meridionali della Nuova Guinea.
Predilige l'ambiente umido delle foreste di pianura e le mangrovie

## Tassonomia
Attualmente vengono riconosciute due sottospecie di rallo attero della Nuova Guinea:
- M. i. pallida Rand, 1938 (Nuova Guinea centro-settentrionale);
- M. i. inepta d'Albertis e Salvadori, 1879 (Nuova Guinea centro-meridionale).